# 黑內爾MK 556突擊步槍
MK 556是由獰貓國際旗下子公司——德國槍械製造商海內爾生產的突擊步槍，使用5.56×45mm NATO。設計基於CAR 816授權生產型——CR 223半自動步槍。MK 556 Gen2版本於2020年9月14日被正式選為德國聯邦國防軍的新型制式步槍，將為聯邦國防軍成立以來首款非黑克勒-科赫（下稱H&K）生產的制式步槍，採購計劃因競爭對手H&K提出異議而中止。後於2020年10月9日德國聯邦國防部聲明，指經調查後認定MK 556涉及專利侵權，因此撤銷合約並回到原點重新審查。2021年3月2日，MK 556正式被排除在聯邦國防軍突擊步槍系統標案外。

## 歷史
在2013至2014年期間，海內爾已著手研發自己的AR-15系統步槍，當時測試的為基於CAR 816的CR 223。並在2014年末正式推出市場。後來由於日趨嚴格的出口限制，原為狩獵槍械生產商的海內爾決定投入政府市場，並在2017年推出CR 223的全自動型——MK 556。

### 聯邦國防軍突擊步槍系統
2020年9月14日，MK 556勝出聯邦國防軍突擊步槍系統，將成為德國聯邦國防軍的新型制式步槍。為此，競爭對手H&K提出了異議。
2020年10月9日，德國聯邦國防部因海內爾涉嫌侵犯了H&K專利及與德國聯邦國防軍裝備、資訊科技與運用辦公室（BAAINBw）達成非法書面協議而撤回合同。
假若海內爾能證明其可在不侵犯任何專利權下生產MK 556，則其仍可參與SSB再審核。
《商業內幕》報導槍械業界人士指涉侵犯H&K的越灘（英語：Over the Beach，簡稱OTB）設計專利，但H&K數年前已指控過，海內爾則否認，亦無出現任何法律行動。另外海內爾使用彈匣的供應商，其在美國亦有侵權問題（見彈匣一節）。
由於H&K指控侵犯專利的為海內爾CR 223，而MK 556設計上理應不含侵犯專利的OTB排水孔。因此據數個國防部及採購辦公室的消息人士，「侵犯專利」只是用來掩飾採購辦公室的錯誤的說詞。
2020年12月14日，《商業內幕》報導杜塞道夫地區法院在上週下令搜查海內爾的總部，以搜查有關專利訴訟的證物。同一時間，H&K亦向採購辦公室提供了一段影片，證明CR 223上包括槍機等部分重要零件可直接更換成HK416上的零件，而在更換後仍能正常運作。
2021年3月2日，德國聯邦國防部正式因海內爾侵犯了H&K專利而將MK 556排除在標案外。

## 設計

短行程活塞系統

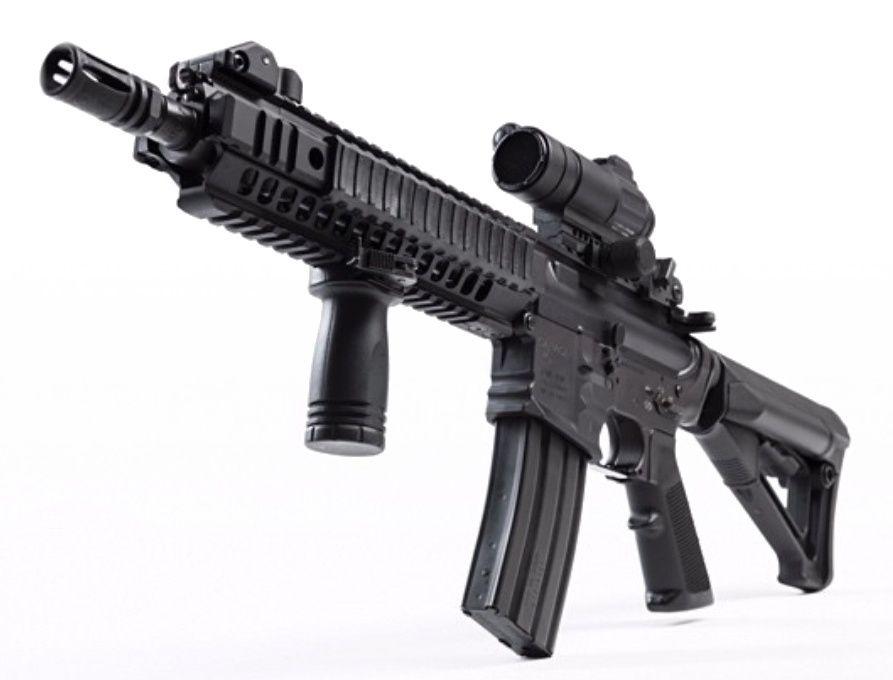
MK 556所基於的CAR 816

CR 223及MK 556設計為基於AR-15的短行程活塞閉鎖擊發步槍。CR 223和MK 556皆通過了OTB測試。

#### 機匣
CR 223／MK 556採用了加強尾部下機匣和加高上機匣，上下機匣由鋁方坯加工而成。另外上機匣因槍機導桿軌道而成的凸塊亦消失了，亦在頂部前方預留固定護木的凹洞。緩衝止位銷使用彈簧銷固定在下機匣中。上機匣頂部為NAR導軌。
在Gen2版本中槍機拉柄定位孔改為獨立的可替換部件，加上了可替換槍栓導桿軌道部件，以及雙邊操作配件護欄。

#### 槍機組
槍機設有擊針保險及擊針彈簧。CR 223使用半自動槍機組（底部孔洞向後稍為延伸至無法觸動連發阻鐵），防止裝上全自動下機匣後可進行全自動射擊。

#### 護木
CR 223／MK 556配有無需工具裝卸的護木，護木頂部尾端設有凸塊固定在上機匣對應的凹洞防止晃動，並以一根附手柄的螺栓將其固定在槍管螺帽上，拆裝時皆只需把螺栓轉半圈，無需完全扭出。護木上下設有NAR導軌，兩側則有KeyMod或NAR導軌可選，護木長度可依客戶要求定製。

#### 槍托及握把
CR 223／MK 556可使用任何AR-15槍托及握把。原廠配有Oberland Arms的OA-M4槍托或新的附托腮板槍托，可六段式伸縮調節。握把為A2握把，Gen2則改為使用CAA的G16握把或可更換前後握把片的UPG16握把。
另外亦有10.5英吋槍管的CR 223配上SB Tactical SBA3手臂支撐器，被Bereli以手槍型式進口美國。

#### 操作配件
CR 223／MK 556配有雙邊射擊選擇桿。射擊選擇桿有0-60-120度或0-90-180度兩種可選，射擊模式皆為SAFE（保險）-SEMI（半自動）-AUTO（全自動，僅MK 556），不論擊鎚狀態皆可調回保險。無彈後定釋放桿及彈匣釋放鈕皆為標準AR-15形式。槍機拉柄擁有加大定位鉤。
CR 223／MK 556扳機扣力為32 N（7.2 lbf），而CR 223另有扣力15 N（3.37 lbf）競賽扳機可選。
Gen2改用了加大無彈後定釋放桿，而雙邊彈匣釋放鈕及雙邊槍機拉柄在軍警型為標準配件，民用型為可選配件。
CR 308，以及2020年10月正式推出的CR 300及CR 6,5皆配有類似MPX的右側無彈後定釋放桿，但CR 223及MK 556則未見有此設計。

#### 槍管
CR 223／MK 556配有一根冷鍛碳鋼槍管，當中MK 556可調導氣量。纏距為1:7，半自動型長槍管纏距則為1:9。槍口配件為A2鳥籠型消焰器，因此可使用如Rotex V等為A2消焰器而設的抑制器，亦可按客戶要求安裝其他槍口配件。

#### 表面處理
CR 223／MK 556採用陽極氧化處理。原廠提供沙色（近RAL8000）、橄欖色（RAL7013）及黑色外觀，亦可按客戶要求提供其他顏色。

#### 附件
海內爾會在CR 223／MK 556配上A.R.M.S.摺疊機械瞄具。Gen2改配聚合物摺疊機械瞄具。

#### 彈匣
CR 223／MK 556可使用任何符合STANAG 4179協議草案的彈匣，但海內爾在測試中僅使用標配的Oberland Arms聚合物彈匣（仿製的MAGPUL第一代PMAG）。

## 衍生型

### 軍警型

#### 全自動型
- MK 556：設有10.5、12.5、14.5、16英吋槍管，纏距為1:7，設有可調導氣座[21]

#### 半自動型
- CR 223：半自動競賽型。設有10、12.5、14.5、16.65英吋槍管，其中10英吋槍管纏距為1:7，其餘為1:9[22]
- CR 300：2019年Enforce Tac首次展出，使用.300 BLK（英语：.300 AAC Blackout）的CR 223，設有可調導氣座[23][24]，設有9、10.5英吋槍管，纏距為1:8，配有N-S二段可調導氣座及0-90度射擊選擇桿，原廠提供沙色（近RAL8000）及黑色兩種外觀[25]
- CR 308：2018年Enforce Tac首次展出[26]。CR 223放大版，使用.308 Win，設有14.5、16.65、18、20英吋槍管，纏距為1:12，配有N-S二段可調導氣座及0-60度射擊選擇桿，槍口消焰器配有螺紋供安裝抑制器，扳機扣力為28-35 N（6.3-7.9 lbf）間可調一段扳機或17-20 N（3.8-4.5 lbf）間可調二段扳機，原廠提供沙色（近RAL8000）一種外觀[27][20]
- CR 6,5：使用6.5 CM的CR 308，設有可調導氣座[24]，設有16.65、20英吋槍管，纏距為1:8，配有N-S二段可調導氣座及0-60度射擊選擇桿，原廠提供黑色一種外觀[28]

#### 訓練型
- CR 223 Manipulation：紅色外觀的CR 223，不含撃發功能。其餘配置與CR 223相同，用作槍械操作訓練[20][29]
- CR 223 ÜB：藍色外觀的CR 223。標準槍管長度為16.5英吋，亦可按客戶要求提供其他長度。使用.223 Simunition FX或Force On Force迷彩漆彈。其餘配置與CR 223相同，用作情境模擬演習[20][30]

### 民用型
- CR 223：僅有0-90度射擊選擇桿，不提供配置定製[31][32]
- CR 300：僅提供黑色外觀[33]
- CR 308：設有16.65、20英吋槍管及黑色外觀[32][34]
- CR 6,5：設有20英吋槍管及黑色外觀[35]
- B&T 15：Brügger & Thomet（英语：Brügger & Thomet）在2021年GunFest（The Firearm Blog因2021年SHOT Show實體展覽停辦而舉行的網上槍械展覽會）宣佈進口到美國並預計4月起發售的CR 223，配有雙邊操作配件，改用M-LOK護木並以手槍形式銷售，售價高達3,000美元[36][37]

## 使用者
| 國家   | 組織           | 描述 | 採用型 | 數量  | 資料來源                                 |
| ------ | -------------- | --- | ------ | ----- | ---------------------------------------- |
| 德国   | 漢堡警察       | 因應恐怖襲擊威脅而在2016年決定採購總值超過450萬歐元的反恐裝備，當中預計包括163把突擊步槍。在2016年11月14日展出裝備時配有CR 223 14.5英吋槍管型。CR 223將配發予特別行動突擊隊隊員 | CR 223 | 163   | [ 38 ] [ 39 ] [ 40 ] [ 41 ]              |
| 德国   | 薩克森邦警察   | 2017年1月11日公佈已採購54把CR 223，為價值1,500萬歐元的特警反恐套裝中的中程武器                                                                                                  | CR 223 | 54    | [ 42 ] [ 43 ] [ 44 ]                     |
| 德国   | 薩克森邦警察   | 2020年4月23日宣佈採購2,300把CR 223及400把訓練型步槍，以取代不足應對潛在恐怖襲擊威脅的MP5，預期總值920萬歐元                                                                     | CR 223 | 2,300 | [ 45 ] [ 46 ]                            |
| 德国   | 德國聯邦國防軍 | 德國聯邦國防部在2020年9月14日宣布MK 556獲選為新型制式步槍，將採購118,718把取代G36，總值1.52億歐元。2020年10月9日宣佈撤回合約，並在2021年3月2日被排除在標案外。                  | MK 556 | 0     | [ 7 ] [ 42 ] [ 47 ] [ 48 ] [ 49 ] [ 50 ] |
| 波蘭   | 波蘭警察       | 2019年10月30日簽約採購546把MK 556 11英吋槍管型以取代HK416，總值629.7萬茲羅提 | MK 556 | 546   | [ 51 ] [ 52 ]                            |
| 乌克兰 | 烏克蘭武裝部隊 | 2024年由德國軍援 | MK 556 | 680   | -                                        |

## 資料來源
1. ↑  王光磊. . www.ydn.com.tw. 青年日報. 2020-09-17  [2020-09-17] （中文（臺灣））.
2. ↑  Gernot Kramper. . stern. 2020-09-15. （原始内容存档于2020-09-17） （德语）.
3. ↑  . The Firearm Blog. 2020-09-15  [2020-09-15]. （原始内容存档于2021-04-19） （美国英语）.
4. ↑  . Süddeutsche.de. 2020-09-29  [2020-09-30] （德语）.
5. ↑  Matthew Moss. . The Firearm Blog. 2020-10-09  [2020-10-09]. （原始内容存档于2020-11-01） （美国英语）.
6. ↑  Matthias Gebauer, DER SPIEGEL.  （德语）.
 （页面存档备份，存于）
7. 1 2 3  Dirk Reinhardt; Tino Geist. . www.mdr.de. MDR. 2021-03-02  [2021-03-02]. （原始内容存档于2021-03-10） （德语）.
8. 1 2  BMVg. . www.bmvg.de. 2021-03-02  [2021-03-02]. （原始内容存档于2021-03-07） （德语）.
9. 1 2 3 4 5  Stefan Perey. . all4shooters. 2014-12-11  [2020-09-28]. （原始内容存档于2020-10-26） （美国英语）.
10. ↑  R, K. . C.G. Haenel GmbH.   [2020-10-10]. （原始内容存档于2021-05-14） （德语）.
11. ↑  . The Firearm Blog. 2020-09-22  [2020-10-10]. （原始内容存档于2022-01-18） （美国英语）.
12. ↑  Newdick, Thomas. . The Drive. 2020-09-15  [2020-09-28]. （原始内容存档于2020-11-27） （美国英语）.
13. ↑  郭正原. . 青年日報. 2020-10-11  [2020-10-11] （中文（臺灣））.
14. ↑  Lars Petersen. . Business Insider. 2020-10-09  [2020-10-09] （德语）.
15. ↑  Steve Johnson. . The Firearm Blog. 2012-04-05  [2020-10-09]. （原始内容存档于2018-06-21） （美国英语）.
16. ↑  Lars Petersen. . Business Insider. 2020-10-14  [2020-10-16]. （原始内容存档于2020-11-01） （德语）.
17. ↑  Lars Petersen. . Business Insider. 2020-12-14  [2020-12-28]. （原始内容存档于2020-12-14） （德语）.
18. ↑  Matthew Moss. . The Firearm Blog. 2020-12-16  [2020-12-28]. （原始内容存档于2021-01-27） （美国英语）.
19. 1 2  C.G. Haenel GmbH. .   [2020-09-26]. （原始内容存档于2020-10-20） （德语）.
20. 1 2 3 4 5 6 7 8 9   (pdf).   [2020-09-15] （美国英语）.[]
21. 1 2 3 4  C.G. Haenel GmbH. .   [2020-09-15]. （原始内容存档于2020-09-16） （英国英语）.
22. 1 2 3 4  C.G. Haenel GmbH. .   [2020-09-15]. （原始内容存档于2018-05-15） （英国英语）.
23. ↑  . The Firearm Blog. 2019-04-16  [2020-09-15]. （原始内容存档于2020-08-25） （美国英语）.
24. 1 2  . all4shooters.   [2020-09-15]. （原始内容存档于2021-11-26） （英语）.
25. ↑  C.G. Haenel GmbH. .   [2020-10-12]. （原始内容存档于2020-10-12） （德语）.
26. ↑  Stefan Perey. . all4shooters. 2018-03-09  [2020-09-28]. （原始内容存档于2020-09-22） （美国英语）.
27. ↑  C.G. Haenel GmbH. .   [2020-10-04]. （原始内容存档于2020-10-20） （英国英语）.
28. ↑  C.G. Haenel GmbH. .   [2020-10-12]. （原始内容存档于2020-10-13） （德语）.
29. ↑  C.G. Haenel GmbH. .   [2020-09-19]. （原始内容存档于2018-04-26） （德语）.
30. ↑  C.G. Haenel GmbH. .   [2020-09-19]. （原始内容存档于2018-04-26） （德语）.
31. ↑  C.G. Haenel GmbH. .   [2020-10-04]. （原始内容存档于2020-11-30） （德语）.
32. 1 2   (pdf).   [2020-10-04]. （原始内容存档 (PDF)于2020-10-07） （英国英语）.
33. ↑  C.G. Haenel GmbH. .   [2020-10-12]. （原始内容存档于2021-06-13） （德语）.
34. ↑  C.G. Haenel GmbH. .   [2020-10-04]. （原始内容存档于2020-10-08） （德语）.
35. ↑  C.G. Haenel GmbH. .   [2020-10-12]. （原始内容存档于2021-07-29） （德语）.
36. ↑  James Reeves. . The Firearm Blog. 2021-01-19  [2021-01-20]. （原始内容存档于2021-02-26） （美国英语）.
37. ↑  Doug E. . The Firearm Blog. 2021-01-19  [2021-01-21]. （原始内容存档于2021-02-28） （美国英语）.
38. ↑  . DIE WELT. 2016-07-09  [2020-09-30]. （原始内容存档于2020-11-08） （德语）.
39. ↑  Fengler, Denis. . DIE WELT. 2016-11-14  [2020-09-30]. （原始内容存档于2020-06-12）.
40. ↑  Eric B. . The Firearm Blog. 2016-11-21  [2020-09-30]. （原始内容存档于2020-10-16） （美国英语）.
41. ↑  . SEK-Einsatz.de. 2016-11-15  [2020-09-30]. （原始内容存档于2020-10-28） （德语）.
42. 1 2  郭正原. . www.ydn.com.tw. 青年日報. 2020-09-17  [2020-09-23] （中文（臺灣））.
43. ↑  . www.medienservice.sachsen.de.   [2020-09-15]. （原始内容存档于2017-07-16） （德语）.
44. ↑  . The Firearm Blog. 2017-01-18  [2020-09-15]. （原始内容存档于2018-07-20） （美国英语）.
45. ↑  . www.mdr.de. 2020-04-24  [2020-10-06]. （原始内容存档于2020-09-17） （德语）.
46. ↑  Jan-Phillipp Weisswange. . ESUT - Europäische Sicherheit & Technik. 2020-04-23  [2020-09-28]. （原始内容存档于2020-05-30） （德语）.
47. ↑  . The Firearm Blog. 2020-09-24  [2020-10-10]. （原始内容存档于2020-10-28） （美国英语）.
48. ↑  . Army Recognition. 2020-09-15  [2020-09-15]. （原始内容存档于2020-09-19） （英国英语）.
49. ↑  . www.bmvg.de.   [2020-10-10]. （原始内容存档于2020-10-15） （德语）.
50. ↑  B, Eric. . The Firearm Blog. 2020-09-14  [2020-09-15]. （原始内容存档于2020-09-16） （美国英语）.
51. ↑  Stando, oprac Arkadiusz. . tech.wp.pl. 2019-11-07  [2020-09-27]. （原始内容存档于2019-11-09） （波兰语）.
52. ↑  Remigiusz Wilk. . MILMAG. 2019-11-04. （原始内容存档于2020-05-19） （波兰语）.

## 外部連結
- MK 556 - C.G. Haenel GmbH （页面存档备份，存于）
- CR 223 - C.G. Haenel GmbH （页面存档备份，存于）
- CR 308 - C.G. Haenel GmbH （页面存档备份，存于）
- YouTube上的HAENEL CR223 - The impact of precision
- Polenar Tactical的CR 223介紹影片 （页面存档备份，存于）
- CR 223用戶手冊 （页面存档备份，存于）
- CR 308用戶手冊 （页面存档备份，存于）